# Knivlagar
Knivlagar är de lagar, förordningar och bestämmelser för att äga, bära, överlåta och anskaffa knivar, blankvapen och liknande föremål.
Lagarna skiljer sig åt mellan olika länder.

## Sverige
I Sverige är det förbjudet att bära kniv på allmän plats, om det inte är befogat utifrån undantag definierade i knivlagen.

## Storbritannien
Storbritannien har omfattande lagar mot att skaffa och äga knivar.